# Тартюф (спектакль MXAT, 1981)
«Тартюф» — спектакль в двух действиях Московского Художественного театра, поставленный Анатолием Эфросом в 1981 году.

## История спектакля
Для постановки одной из самых популярных комедий Мольера Анатолий Эфрос использовал перевод Михаила Донского. В процессе работы над спектаклем он писал: «Тартюф нагл, целеустремлён. Он гибок. Он опасен! Я вижу артиста, который сумел бы хорошо всё это сыграть, — Смоктуновского. А может быть, ещё Любшин? У них, мне кажется, есть эти страшноватые краски. Надо сыграть не ханжу, а претендента на власть. Политикана. Человека, способного завоёвывать и одурманивать».
Премьера «Тартюфа» состоялась 10 октября 1981 года; в заглавной роли дебютировал на мхатовской сцене Станислав Любшин. В этом ярком, смешном и умном спектакле, по свидетельству критика, оживало вахтанговское начало, ключом к нему стали слова госпожи Пернель: «Да это не семья, а сумасшедший дом!» Полный опасных аллюзий, спектакль на протяжении 1980-х годов шёл на сцене МХАТа с неизменным успехом. В 2004 году, когда в МХТ им. Чехова состоялась новая постановка «Тартюфа», московский критик отмечал: «Это раньше, лет двадцать назад, на репетициях Анатолия Эфроса всё выясняли, в каком состоянии выходит Оргон, каковы все повороты и подводные камни беседы Марианны с Валером. Тот спектакль был очень смешной, но очень лёгкий и умный. Каждая роль была построена, каждый миллиметр пространства обжит. Смешное рождалось из точного. Теперь все сложности отброшены ради самого простого…»
В 1989 году «Тартюф» был записан для телевидения; из участников премьеры в телеверсии отсутствуют Ангелина Степанова, к тому времени покинувшая сцену, и Юрий Богатырёв, ушедший из жизни в начале 1989 года; госпожу Пернель, мать Оргона, играет Р. Максимова, а Клеанта — Сергей Десницкий.

## Сюжет
Действие происходит в Париже, в доме почтенного отца семейства Оргона. Здесь путём хитрости и лицемерия поселяется некто совершенно посторонний — нищий проходимец Тартюф.
Тартюф постепенно вытесняет из сердца Оргона ближайших родственников; напрасно те пытаются доказать ему, что Тартюф не тот, за кого себя выдаёт, — Оргон слеп и глух к очевидному. Любой, кто не боготворит его гостя, — порочен и несусветно глуп. А Тартюф днём и ночью ходатайствует перед небом за всех грешников, поэтому всё, что он осуждает, осуждения достойно. Он становится препятствием между дочерью Оргона и её женихом, так как Оргон видит в роли её будущего мужа своего любимца. Несмотря на чрезмерно преувеличенную, неестественную преданность Тартюфа христианским добродетелям, Оргон не перестаёт восхищаться им. Маска с Тартюфа сползает лишь тогда, когда Оргон, назло семье, неосмотрительно переписывает на него дом и все капиталы, лишая при этом наследства собственного сына.
В конце концов Оргон становится свидетелем попыток Тартюфа соблазнить его жену и в гневе выгоняет его из дома; но дом теперь принадлежит лицемеру, и тот, в свою очередь, явившись с судебными приставами, собирается выгнать его самого. В последний момент в дело чудесным образом вмешивается король: Оргону возвращают дом и имущество. Тартюфа заковывают в наручники, но он не сломлен; как сказано у Мольера, «не обольщайтесь, он везде найдет ходы…»

## Действующие лица и исполнители
- Госпожа Пернель, мать Оргона — Ангелина Степанова, Раиса Максимова
- Оргон, муж Эльмиры — Александр Калягин, Алексей Жарков
- Эльмира, жена Оргона — Анастасия Вертинская, Елена Проклова
- Дамис, сын Оргона — Виктор Кулюхин, Михаил Лобанов, Петр Смидович
- Мариана, дочь Оргона, влюбленная в Валера — Елена Королева, Наталья Вихрова, Ирина Юревич
- Валер, молодой человек, влюбленный в Мариану — Борис Дьяченко, Валерий Войтюк
- Клеант, шурин Оргона — Юрий Богатырев, Сергей Десницкий
- Тартюф, святоша — Станислав Любшин
- Дорина, горничная Марианы — Нина Гуляева, Наталья Назарова
- Г-н Лояль, судебный пристав — Сергей Сафонов, Вячеслав Жолобов
- Офицер — Вячеслав Степанов
- Филипота, служанка госпожи Пернель — Светлана Баталова, Татьяна Забродина, Полина Медведева
- Служащие суда: А. Б. Голиков, А. В. Давыдов, П. П. Покровский, Н. Ю. Пузырев, В. А. Стержаков, С. В. Тонгур.

## Создатели спектакля
- Режиссёр-постановщик — Анатолий Эфрос
- Художник — Дмитрий Крымов
- Режиссёр — Игорь Власов
- Художник по костюмам — В. А. Комолова

В спектакле использована музыка из произведений Моцарта.

### Создатели телеверсии
- Режиссёр — Надежда Марусалова (Иваненкова)
- Оператор — Андрей Тюпкин
- Художник — Ольга Гончаренко

Главная редакция литературно-драматических программ Центрального телевидения, 1989